# Бабичі (станція)
Ба́бичі (біл. Ба́бічы) — проміжна залізнична станція Гомельського відділення Білоруської залізниці на неелектрифікованій лінії Гомель — Калинковичі між зупинними пунктами Ліски (7,4 км) та Ведрич (7,2 км). Розташована у однойменному агромістечку Бабичі Речицького району Гомельської області.

## Історія
Станція відкрита 15 січня 1886 року, під час будівництва Поліських залізниць, на дільниці лінії Лунинець — Гомель.

## Пасажирське сполучення
На станції Бабичі приміське сполучення здійснюється поїздами регіональних ліній економ-класу:
- Калинковичі — Гомель;
- Хойники — Гомель.